# Тоні Шей
Тоні Шей (англ. Tony Hsieh, кит.: 謝家華, нар. 12 грудня 1973, Іллінойс, США — 27 листопада 2020) — американський інтернет-підприємець, венчурний капіталіст, CEO онлайн-магазину одягу, взуття та аксесуарів «Zappos.com». До роботи в «Zappos» у 1996 році Шей заснував банерообмінну мережу «LinkExchange», яку у 1998 році придбала корпорація Microsoft за $265 млн.

## Біографія
Батьки родом з Тайваню. Народився в м. Іллінойс, США. Виріс у Сан-Франциско, штат Каліфорнія. У 1995 році закінчив Гарвардський університет, де вивчав комп'ютерні науки. Під час навчання в Гарварді керував кафе «Quincy House» на першому поверсі студентського гуртожитку. Після університету Шей працював в «Oracle», але, розчарувавшись у корпоративному оточенні, через 5 місяців звільнився і створив «LinkExchange».

## Кар'єра

### LinkExchange
У 1996 році Шей розробив мережу банерного обміну — «LinkExchange». Була запущена у березні 1996 року. Перших 30 користувачів Шей залучив за допомогою електронної пошти, розсилаючи листи власникам сайтів. Через три місяці до «LinkExchange» долучилося близько 20 тис. сторінок, а число показів банерної реклами становило близько 10 млн. Станом на 1998 рік сайт мав 400 тис. користувачів і 5 млн банерної реклами щоденно. У листопаді 1998 року «LinkExchange» було продано корпорації Microsoft за $265 млн. Зрештою компанія запропонувала Тоні понад $265 млн, однак висувала додаткові умови. Зокрема, Тоні Шей мусив залишитися в «LinkExchange» ще принаймні на вісімнадцять місяців. Шей відмовився, оскільки мав вже інші плани.

### Venture Frogs
Після продажу своєї компанії «LinkExchange» Шей разом з Альфредом Ліном стали співзасновниками фонду Venture Frogs. Назву обрала їх подруга, яка сказала, що буде інвестувати в усе, якщо фірма матиме назву «Venture Frogs». Фонд інвестував гроші в різні технічні та інтернет-проекти, серед яких і Ask Jeeves, OpenTable і Zappos.

### Zappos
У 1999 році Нік Свінмерн (Nick Swinmurn) звернувся до Шея та Ліна з ідеєю зайнятися інтернет-продажами взуття. Шей був налаштований доволі скептично і не вірив в успіх такого проекту. Ніку вдалося переконати їх, і в цьому ж році «Venture Frogs» інвестував $2 млн в проект. Вже за два місяці Тоні Шей став головним виконавчим директором «Zappos».
22 липня 2009 року Amazon повідомив про придбання «Zappos.com». В угоді йшлося про суму в $1,2 млрд.

### Twitter
Тоні Шей був активним користувачем мережі Twitter. Він був визнаний впливовою персоною у питанні, як керівники можуть використовувати Twitter для вибудовування відносин з клієнтами, партнерами і співробітниками.